# Exor
 (juin 2022).
Exor N.V. (anciennement IFI pour Istituto Finanziario Industriale) est une société d'investissement fondée en 1927 et contrôlée par la famille Agnelli. En 2023, elle a figuré comme le 317e plus grand groupe au monde selon la liste Fortune Global 500, avec une valeur nette d'environ 44 milliards de dollars (2023) et avec une valeur nette d'actif d'environ (Net Asset Value) 38 milliards de dollars. Elle possède une histoire d'investissements de plus d'un siècle, comprenant actuellement des constructeurs automobiles et de camions tels que Stellantis, Ferrari et Iveco, ainsi qu'une entreprise agricole et de construction, CNH Industrial. Exor détient également des participations dans le club de football Juventus, le journal international The Economist et la société médiatique italienne GEDI Gruppo Editoriale. En mai 2023, Exor a lancé sa société de gestion de placements, Lingotto.

## Histoire
La société IFI S.p.A. est créée le 27 juillet 1927 par le sénateur Giovanni Agnelli pour regrouper, contrôler et gérer les différentes participations de la famille Agnelli dans les sociétés Fiat, RIV, SAVA, Cinzano, etc., ainsi que toutes les propriétés agricoles et immobilières.
Le sénateur Agnelli, homme visionnaire, a voulu diversifier son portefeuille très tôt et investit dans plusieurs secteurs de l'économie italienne et mondiale : finances, assurances Fondiaria SAI, ciment Unicem, édition Itediet immobilier même si son intérêt principal est toujours resté dans l'automobile et les transports.
En 1935, IFI rachète le fabricant italien de pellicules photographiques Ferrania qui fusionne en 1964 avec l'américain 3M pour créer Ferrania-3M.
En 1964, IFI crée IFINT pour rassembler toutes les participations étrangères du groupe IFI.
Jusqu'en 1968, le capital de l'IFI était détenu uniquement par les familles Agnelli et Nasi, descendantes directes du sénateur Agnelli. En 1968, une infime partie du capital est offerte à un public choisi. Ces actions d'épargne ne donnent pas de droit au vote en assemblée. C'est également en 1968 que Gianni Agnelli, petit-fils du sénateur, décide la création de IFINT, holding qui allait regrouper toutes les participations dans des sociétés étrangères. En 1994 IFINT devient Exor Group. À la suite de l'automne chaud de 1969 (le mai 68 italien), SAI Assicurazioni, un des leaders italiens de l'assurance après Generali, est vendue.
À partir de 1973, IFINT est cotée à la bourse de Luxembourg et crée des filiales aux États-Unis, en Suisse et en France. En regroupant ses acquisitions dans les composants automotive, IFINT crée Moog Automotive Group aux États-Unis en fusionnant les sociétés CR Industries, Import Parts America et Everco.
En 1986, IFI transfère à Fiat S.p.A., qui n'est plus un simple constructeur mais est devenu un groupe mondial sous forme de holding industriel, la compagnie d'assurances TORO, les grands magasins La Rinascente, et d'autres participations.
En 1987, Gianni Agnelli crée sa propre holding financière, la Giovanni Agnelli e C. S.a.p.az. qui regroupe les participations dans IFI des familles Agnelli et Nasi et lance, ensuite, une OPA sur le solde du capital pour en détenir 100 %.
En 1990, IFIL prend une participation dans la société financière française Pechelbronn qui devient Worms & Cie.
En novembre 1991, IFINT lance une OPA amicale sur Exor, actionnaire majoritaire de Perrier, des Caves de Rocquefort et de Château Margaux. Le groupe italien sera contré par Nestlé qui voulait acquérir Perrier à la suite de ses déboires aux États-Unis ayant engendré une perte nette d'un milliard de francs après la destruction de 280 millions de bouteilles contenant accidentellement du benzène. Gianni Agnelli laisse Perrier à Nestlé et rachète le reste du groupe Exor SA qu'il fusionne dans IFINT pour former une nouvelle entité qui prend la dénomination Exor Group en 1993.
En 1994, Exor investit dans le secteur automobile américain et rachète la filiale Danone Asia. IFI transfère sa participation majoritaire dans le Club Méditerranée à Exor Group qui sera revendue en 2004 après le décès de Gianni Agnelli.
En 1995, IFIL cède le second cimentier italien après Italcementi du groupe Pesenti, Unicem à son confrère Buzzi pour former Buzzi Unicem.
En 1999, une restructuration interne aux finances du groupe Agnelli conduit Exor Group sous la tutelle directe de la société Giovanni Agnelli avec une réorganisation de ses participations et la cession des participations minoritaires.
En 2000, la filiale française, Worms & Cie lance une OPA amicale sur le producteur de papier Arjo Wiggins Appleton et prend une participation dans la société suisse de contrôle SGS que Sergio Marchionne vient d'intégrer comme PDG pour la redresser.
En mars 2006, IFI cède toutes ses participations dans Exor Group à sa holding de contrôle, la G. Agnelli e C.
Jusqu'en 2009, Exor était contrôlée à 99,64 % par IFIL, une société italienne, holding opérationnelle du groupe Agnelli, contrôlée à 69,99 % par IFI, elle-même propriété à 100 % de la société Giovanni Agnelli, société en commandite par actions appartenant à la famille Agnelli.
Cette société regroupe toutes les participations industrielles de la famille Agnelli, à commencer par le groupe Fiat.
Le 1er mars 2009, IFI absorbe sa filiale IFIL et prend le nom de Exor.
En 2010, Exor a acquis des actions supplémentaires de Fiat. D'ici 2014, Exor a effectué d'importants investissements dans Fiat Chrysler Automobiles (FCA), CNH Industrial et Cushman & Wakefield.

## Fusions, investissements et acquisitions
Exor a soutenu activement le regroupement de l'industrie automobile, tout d'abord avec la création de Fiat Chrysler Automobiles en 2014, puis avec Stellantis, née de la fusion de FCA et PSA.
Depuis sa création en mars 2009, le total du retour aux actionnaires d’Exor a été de +1460% soit un taux de croissance annuel composé de 24 %. La holding familiale Giovanni Agnelli B.V. détient 52,01 % du capital social.

### Partner Re
En avril 2015, Exor lance une offre d'acquisition sur Partner Re, pour 6,4 milliards de dollars, en concurrence avec un projet de fusion entre PartnerRe et Axis Capital. En août Exor fait une nouvelle offre de 6,9 milliards de dollars : l'échange arrivera au cours du premier semestre 2016.
En mars 2020, EXOR a annoncé la signature d’un accord de vente de PartnerRe à l'assureur mutuel français Covea à hauteur de 9 milliards de dollars plus un dividende en cash de 50 millions de dollars qui sera versé avant la clôturee.
La vente n’a pas été finalisée car Covéa a retiré son offre le 12 mai 2020. En août 2020, Exor a déclaré que Covéa investirait 1,5 milliard d’euros, en partie dans des entités gérées par PartnerRe.
En octobre 2021, un nouvel accord d'acquisition de 9 milliards de dollars est trouvé,.
Le 12 juillet 2022, Exor a finalisé la vente de PartnerRE à Covéa pour un montant total de 9,3 milliards d'euros (environ 8,6 milliards d’euros).

### The Economist
En août 2015, Exor annonce l'augmentation de sa participation dans le groupe éditorial The Economist pour 405 millions d'euros.

### Cushman & Wakefield
Le 2 septembre 2015 Exor annonce la liquidation totale de Cushman & Wakefield pour 1,278 milliard d'euros.

### GEDI
En décembre 2019, Exor a accepté de racheter à CIR (en), la société holding de la dynastie De Benedetti, la participation de contrôle de 43,7 % de GEDI, le premier groupe média italien, pour 102,5 millions d'euros.
L'acquisition a été finalisée en avril 2020, lorsque la société a atteint une participation de plus de 60 % dans GEDI, correspondant à 63,21% des droits de vote.

### Stellantis
En décembre 2019, FCA et le Groupe PSA ont annoncé une fusion, qui sera réalisée en l’espace de 12/14 mois. Le groupe Stellantis naît de cette fusion en janvier 2021.
En Juillet 2020, le Président de FCA John Elkann et le Directeur général Mike Manley ont annoncé que la société née du regroupement s'appellerait Stellantis, à l’issue de cette fusion transatlantique. La fusion a eu lieu le 16 janvier 2021, et les actions de la nouvelle entité s'échangent désormais sous le code mnémonique « STLA » à la Bourse italienne, à la Bourse de Paris et à la Bourse de New York. À la conclusion de la fusion, la nouvelle entité est devenue le cinquième plus gros constructeur automobile du monde en millions d'unités vendues.

### Via Transportation Inc
En avril 2020, un accord a été signé afin d’investir un montant total de 200 millions de dollars dans le but d’acquérir 8,87 % de Via Transportation Inc, une société technologique spécialisée dans l'optimisation dynamique et basée sur les données des systèmes de mobilité publique dans les villes du monde entier.

### Groupe Shang Xia
En décembre 2020, Exor a annoncé un investissement de près de 80 millions d’euros dans le groupe chinois Shang Xia, opération grâce à laquelle le holding est devenu l’actionnaire majoritaire de Shang Xia aux côtés d’Hermès International[source secondaire souhaitée].

### Louboutin
En mars 2021 Exor est entré au capital du chausseur français Christian Louboutin en acquérant une participation minoritaire de 24 % grâce à un investissement de 541 millions d’euros[source secondaire souhaitée].

### Casavo
En mars 2021, Exor Seeds a participé en tant qu'investisseur principal à la levée de capital de Casavo, start-up italienne qui a développé une plateforme PropTech basée sur le modèle d'achat immédiat pour vendre, rénover et acheter des biens immobiliers en Europe.

### TagEnergy
Le 19 juin 2023, Exor a annoncé son partenariat avec Impala dans la société de portefeuille commune TagHolding, unique actionnaire de TagEnergy, une entreprise opérant dans les secteurs des énergies renouvelables et du stockage d'énergie.

### Philips
Le 14 août 2023, Exor a acquis 15% de Philips, une entreprise multinationale du secteur de la santé et de la technologie, lors d'une opération d'une valeur de 2,6 milliards d'euros.

### Clarivate
Le 4 mars 2024, Exor acquiert 10,1 % de Clarivate, une entreprise fournisseur mondial de données, d'analyses, de technologies et de services spécialisés dans divers secteurs.

## Participations d'Exor
Les principales participations d'Exor sont :
| Société                | Capital social | Droit de vote |
| ---------------------- | -------------- | ------------- |
| Juventus Football Club | 65,3%          | 78,8%         |
| The Economist Group,   | 34,7%          | 20,0%         |
| GEDI Gruppo Editoriale | 100%           | 100%          |
| Stellantis             | 15,5%          | 24,0%         |
| CNH Industrial         | 26,9%          | 45,3%         |
| Shang Xia              | 82,3%          | 82,3%         |
| Ferrari                | 19,5%          | 32,1%         |
| Welltec                | 47,6%          | 47,6%         |
| Christian Louboutin    | 24,0%          | 24,0%         |
| Via Transportation     | 16,6%          | 19%           |
| Iveco (Groupe Iveco)   | 27,1%          | 43,1%         |
| Lifenet Healthcare     | 45,2%          | 45,2%         |
| Casavo                 | 11,8%          | 12,7%         |
| NUO                    | 49,7%          | 50,0%         |
| Institut Merieux       | 10%            | 5,3%          |
| Philips                | 17,5%          | 17,8%         |
| TagEnergy              | 14,2%          | 14,2%         |
| Clarivate              | 9,7%           | 9,7%          |

## Actionnaires
Les principaux actionnaires d'Exor S.p.A. : 
| Société               | % de capital social |
| --------------------- | ------------------- |
| Giovanni Agnelli B.V. | 55,07%              |
| Exor N.V.             | 3,28%               |
| Harris Associates LP  | 4,09%               |
| Baillie Gifford       | 4,92%               |
| Vanguard Group        | 3,59%               |
| Autres actionnaires   | 29.02%              |

## Données financières
| Année            | 2009   | 2010   | 2011    | 2012    | 2013    | 2014    | 2015    | 2016    | 2017    | 2018    | 2019    | 2020    | 2021   | 2022   | 2023   | 2024   |
| ---------------- | ------ | ------ | ------- | ------- | ------- | ------- | ------- | ------- | ------- | ------- | ------- | ------- | ------ | ------ | ------ | ------ |
| Recette totale   | 52 520 | 58 985 | 84 359  | 110 671 | 113 740 | 122 246 | 136 360 | 140 068 | 138 226 | 143 294 | 143 755 | 119519  | 33617  | 41884  | 44742  | -      |
| Résultat net     | -0 997 | 0 571  | 2 229   | 2 377   | 4 427   | 1 276   | 0,343   | 2 314   | 4 646   | 5 416   | 8 915   | 1000    | 3454   | 4227   | 2898   | -      |
| Total des actifs | 71 804 | 78 707 | 123 030 | 125 762 | 132 680 | 150 509 | 156 895 | 176 528 | 163 775 | 166 275 | 172 611 | 172 945 | 91 111 | 83 699 | 94 779 | 42 460 |

### Seeds
L’intérêt d’Exor pour les jeunes pousses du XXIe siècle est à l’origine du lancement d’Exor Seeds, un fonds d'investissement early-stage et late-stage, dirigé par Noam Ohana depuis 2017. Exor Seeds a investi 700 millions de dollars dans plus de 60 start-up à travers le monde en se concentrant sur les secteurs de la mobilité, de la technologie financière et de la santé.
En septembre 2021, Exor a nommé Diego Piacentini, un ancien vice-président d’Amazon et d’Apple, au poste de conseiller d’Exor et président d’Exor Seeds.

### Journées des investisseurs
Le 5 octobre 2017, EXOR a organisé sa première journée des investisseurs, animée par les équipes dirigeantes d'Exor & PartnerRe qui ont présenté des mises à jour financières ainsi que les derniers développements de leurs sociétés respectives.
Le 21 novembre 2019, une deuxième journée a été organisée à l'occasion du 10e anniversaire d'Exor. Au cours de cet événement, John Elkann et l'équipe de direction ont illustré les performances, la croissance et les principales réalisations de la société au cours des dix dernières années.
Les deux événements ont eu lieu à la Fondation Agnelli à Turin (Italie).

## Conseil d'administration
Conseil d'administration en fonction au 24 mai 2022 :
- Nitin Nohria - président
- John Elkann - directeur général
- Melissa Bethell - administratrice indépendante
- Marc Bolland - administrateur indépendant
- Tiberto Ruy Brandolini D'Adda - administrateur indépendant
- Laurence Debroux - administratrice indépendante
- Sandra Dembeck - administratrice indépendante
- Axel Dumas - administrateur indépendant
- Ginevra Elkann - administratrice indépendante
- Alessandro Nasi - administrateur indépendant